# Zipora Rubin-Rosenbaum
Zipora Rubin-Rosenbaum es una deportista israelí que compitió en atletismo adaptado, natación adaptada, tenis de mesa adaptado y baloncesto en silla de ruedas. Ganó 26 medallas en los Juegos Paralímpicos de Verano entre los años 1964 y 1988.

## Palmarés internacional
| Juegos Paralímpicos | Juegos Paralímpicos                                        | Juegos Paralímpicos | Juegos Paralímpicos      |
| Año                 | Lugar                                                      | Medalla             | Prueba                   |
| ------------------- | ---------------------------------------------------------- | ------------------- | ------------------------ |
| 1964                | Tokio (Japón)                                              | Medalla de oro      | Peso D                   |
| 1964                | Tokio (Japón)                                              | Medalla de bronce   | Disco D                  |
| 1964                | Tokio (Japón)                                              | Medalla de bronce   | Jabalina D               |
| 1968                | Tel Aviv (Israel)                                          | Medalla de oro      | Jabalina D               |
| 1968                | Tel Aviv (Israel)                                          | Medalla de oro      | Maza D                   |
| 1968                | Tel Aviv (Israel)                                          | Medalla de oro      | Peso D                   |
| 1968                | Tel Aviv (Israel)                                          | Medalla de oro      | Pentatlón clase especial |
| 1968                | Tel Aviv (Israel)                                          | Medalla de plata    | Disco D                  |
| 1972                | Heidelberg (RFA)                                           | Medalla de oro      | Jabalina 5               |
| 1972                | Heidelberg (RFA)                                           | Medalla de plata    | Peso 5                   |
| 1976                | Toronto (Canadá)                                           | Medalla de oro      | Jabalina 5               |
| 1976                | Toronto (Canadá)                                           | Medalla de oro      | Peso 5                   |
| 1976                | Toronto (Canadá)                                           | Medalla de oro      | Pentatlón 5              |
| 1976                | Toronto (Canadá)                                           | Medalla de plata    | Disco 5                  |
| 1980                | Arnhem (Países Bajos)                                      | Medalla de oro      | Jabalina 5               |
| 1980                | Arnhem (Países Bajos)                                      | Medalla de bronce   | Peso 5                   |
| 1984                | Nueva York (Estados Unidos) Stoke Mandeville (Reino Unido) | Medalla de oro      | Disco 6                  |
| 1984                | Nueva York (Estados Unidos) Stoke Mandeville (Reino Unido) | Medalla de oro      | Jabalina 5               |
| 1984                | Nueva York (Estados Unidos) Stoke Mandeville (Reino Unido) | Medalla de plata    | Peso 5                   |
| 1984                | Nueva York (Estados Unidos) Stoke Mandeville (Reino Unido) | Medalla de plata    | Pentatlón 6              |
| 1988                | Seúl (Corea del Sur)                                       | Medalla de oro      | Jabalina 5               |
| 1988                | Seúl (Corea del Sur)                                       | Medalla de bronce   | Peso 5                   |
| 1988                | Seúl (Corea del Sur)                                       | Medalla de bronce   | Pentatlón 5-6            |

| Juegos Paralímpicos | Juegos Paralímpicos | Juegos Paralímpicos | Juegos Paralímpicos           |
| Año                 | Lugar               | Medalla             | Prueba                        |
| ------------------- | ------------------- | ------------------- | ----------------------------- |
| 1964                | Tokio (Japón)       | Medalla de plata    | 50 m libre prono cauda equina |

| Juegos Paralímpicos | Juegos Paralímpicos | Juegos Paralímpicos | Juegos Paralímpicos |
| Año                 | Lugar               | Medalla             | Prueba              |
| ------------------- | ------------------- | ------------------- | ------------------- |
| 1964                | Tokio (Japón)       | Medalla de bronce   | Dobles C            |

| Juegos Paralímpicos | Juegos Paralímpicos | Juegos Paralímpicos | Juegos Paralímpicos |
| Año                 | Lugar               | Medalla             | Competición         |
| ------------------- | ------------------- | ------------------- | ------------------- |
| 1968                | Tel Aviv (Israel)   | Medalla de oro      | Torneo femenino     |